# Eugène-Louis-Ernest de Buchère de Lépinois
Pour les articles homonymes, voir Lépinois.
Eugène-Louis-Ernest de Buchère de Lépinois, né le 14 février 1814 à Chenoise (Seine-et-Marne) et mort le 19 novembre 1873 à Rouen, est un historien français du XIXe siècle.

## Biographie
En 1837, il est nommé premier commis de l'enregistrement à Chartres. À la suite d'un avancement, il doit quitter la ville en 1845.
Il est nommé conservateur des hypothèques à Clermont (Oise) en 1859, puis à Rouen en 1868. En 1869, il est président et fondateur de la Société de l'histoire de Normandie.
Ses obsèques sont célébrées à l'église Saint-Romain de Rouen et il est inhumé au cimetière du Père-Lachaise à Paris.

## Publications
- L'art dans la rue et l'art au Salon. Dentu, Paris, 1859, [lire en ligne] ;

- Histoire de Chartres, 2 tomes, Garnier, Chartres 1854-58 :
  - Tome 1 : sur Internet Archive [lire en ligne] ou sur Gallica [lire en ligne] ;
  - Tome 2 : sur Internet Archive [lire en ligne] ou sur Gallica [lire en ligne].

- « Notice sur Laurent Desmoulins, poète chartrain - Séance du 9 mai 1858 », dans Société archéologique d'Eure-et-Loir, Mémoires de la Société archéologique d'Eure-et-Loir, tome II, Chartres, Pétrot-Garnier, libraire, place des Halles 16 et 17, 1860, 430 p. (ISSN 2420-1871, lire en ligne), p. 23-32 ;

- « Notice sur Claude Rabet, poète chartrain du XVIe siècle - Séance du 20 mai 1860 », dans Société archéologique d'Eure-et-Loir, Mémoires de la Société archéologique d'Eure-et-Loir, tome III, Chartres, Pétrot-Garnier, libraire, place des Halles 16 et 17, 1863, 367 p. (ISSN 2420-1871, lire en ligne), p. 53-77 ;

- Exposition rouennaise des beaux-arts 1869. E. Caignard, Rouen 1869 ;

- E. de Lépinois et Lucien Merlet (éditeur scientifique), Cartulaire de Notre-Dame de Chartres, Chartres, Garnier, coll. « Société archéologique d'Eure-et-Loir », 1862-1865, 3 vol. (CCLII-263-XXXII, 429, 438 p.) ; 28 cm (BNF 36483645)
Cartulaire de Notre-Dame de Chartres, Vol. 1 sur Gallica
Cartulaire de Notre-Dame de Chartres, Vol. 2 sur Gallica
Cartulaire de Notre-Dame de Chartres, Vol. 3 sur Gallica ;

- Société de l'histoire de Normandie. Assemblée générale du 1er juillet 1869. H. Boissel, Rouen, 1869 [lire en ligne] ;

- Notice biographique sur A.-H. Lemonnier. H. Boissel, Rouen, 1871 ;
- Le Voiturier de Provins, conte en vers. H. Boissel, Rouen, 1877 :
- Recherches historiques et critiques sur l'ancien comté et les comtes de Clermont-en-Beauvoisis, du XIe au XIIIe siècle, D. Père, Beauvais, 1877.

## Distinctions
- Officier d'académie (21 avril 1870)
- Chevalier de la Légion d'honneur (décret du 18 avril 1873)[4]. Il est fait chevalier par Jules Simon, ministre de l'Instruction publique, le 19 avril 1873.